# Geldmarkt
Onder geldmarkt verstaat men het geheel van vraag en aanbod met betrekking tot kortlopende kredieten, met een looptijd van een dag tot 1-2 jaar. Zoals op elke markt, vindt ook op de geldmarkt prijsvorming plaats. Dit is de korte rente. De groothandel op de geldmarkt is voornamelijk een interbancaire handel. Daarnaast opereren op deze markt de institutionele beleggers, de overheid en grote bedrijven. De handel op de geldmarkt gaat altijd over de korte termijn, de leningen lopen van een dag tot 1-2 jaar. Langer lopende leningen worden op de kapitaalmarkt verhandeld.
De functie van de geldmarkt is drieledig:
1. het vereffenen van overschotten en tekorten (overschotten van de ene partij kunnen door de andere partij geleend en ingezet worden)
2. tijdelijke financieringsbron van de staat
3. vormt het aangrijpingspunt van monetair beleid.

De centrale bank is degene die het geld dat in omloop is op de geldmarkt beheert. De centrale bank (in Europa de ECB) beïnvloedt het monetaire beleid middels haar tarievenbeleid. Daarvoor biedt zij de banken:
- Marginale depositofaciliteit (ondergrens korte rente, lage rente bij overschot)
- Herfinancieringsrente (MRO's, Main Refinancing Operations, basis herfinanciering, repo's, rente bij evenwicht)
- Marginale beleningsfaciliteit (bovengrens korte rente, hoge rente bij tekort)

Banken lenen een omschreven hoeveelheid geld tegen de refirente (in de eurozone per 12 november 2008 3,25%), kunnen overtollig geld wegzetten tegen de depositorente (2,75%) en kunnen extra geld lenen tegen de marginale beleningsrente (3,75%). Op deze wijze houdt de centrale bank de marges waarbinnen de marktrente zich beweegt in bedwang: die zal nooit onder de 2,75% komen en nooit boven de 3,75%.
De boekvorderingen die op dit deel van de geldmarkt worden verhandeld, zijn:
- Daggeldleningen
- Kasgeldleningen
- Onderhandse leningen
- Interbancaire deposito's
- Certificates of deposit
- Commercial paper
- Schatkistpapier en Dutch Treasury Certificates
- Obligaties met een looptijd korter dan twee jaar